# الكلب الأبيض خلف المرتفعات
الكلب الأبيض خلف المرتفعات، المعروف باسم ويستي، هو سلالة من الكلاب من اسكتلندا مع معطف أبيض قاسي مميز مع معطف أبيض ناعم إلى حد ما. إنه كلب الترير متوسط الحجم، على الرغم من أنه ذو أرجل أطول من سلالات الكلاب التريرية الاسكتلندية الأخرى. لها معطف أبيض مزدوج من الفراء يملأ وجه الكلب، مما يمنحه مظهرًا مستديرًا.
السلالة ذكية وسريعة التعلم ويمكن أن تكون جيدة مع الأطفال، لكنها لا تتسامح دائمًا مع التعامل القاسي. ويستي هي سلالة نشطة وذكية، وهي اجتماعية مع حملة فريسة عالية، حيث كانت تستخدم في السابق لاصطياد القوارض. بالإضافة إلى ذلك، فهي سلالة من سلالات الكلاب ذات معدلات الحساسية المنخفضة.
تنحدر السلالة الحديثة من عدد من برامج تربية الكلاب البيضاء في اسكتلندا قبل القرن العشرين. ابن عم كيرن تيرير، تم تربية ويستي لاصطياد القوارض الصغيرة في أماكن مثل المزارع. يُنسب إلى إدوارد دونالد مالكولم، السادس عشر ليرد من بولتولوش، إنشاء السلالة الحديثة من بولتولوش تيرير، لكنه لم يرغب في أن يُعرف على هذا النحو.
ومن السلالات الأخرى ذات الصلة جورج كامبل، دوق آرغيل الثامن، روزينث تيرير، والدكتور أمير إدوين فلاكسمان بيتينويم تيريرز. أعطيت هذه السلالة من الكلاب الاسكتلندية البيضاء الصغيرة اسمها الحديث لأول مرة في عام 1908، مع الاعتراف بها من قبل نوادي تربية الكلاب الكبرى التي تحدث في نفس الوقت تقريبًا.
لا تزال السلالة تحظى بشعبية كبيرة في المملكة المتحدة، مع انتصارات متعددة في كروفت. لقد كان في الثلث الأول من جميع السلالات في الولايات المتحدة منذ الستينيات. وقد ظهرت في التلفزيون والأفلام، بما في ذلك في هاميش ماكبث، وفي الإعلانات من قبل شركات مثل طعام كلب سيزار وسكوتش ويسكي أبيض وأسود.
تظهر العديد من المشكلات الصحية الخاصة بالسلالة وغير المحددة في السلالة، بما في ذلك حالة في الكلاب الصغيرة الملقبة «الفك الغربي» والتي تسبب فرط نمو العظام في فك الكلب. يمكن أن يكون أيضًا عرضة لاضطرابات الجلد، مع حدوث حالة خاصة بالسلالة تسمى مرض جلدي مفرط التنسج. إنها سلالة نشطة للغاية وصاخبة، وتحتاج إلى تمرين منتظم لمدة ساعة واحدة تقريبًا في اليوم.

## مظهر خارجي

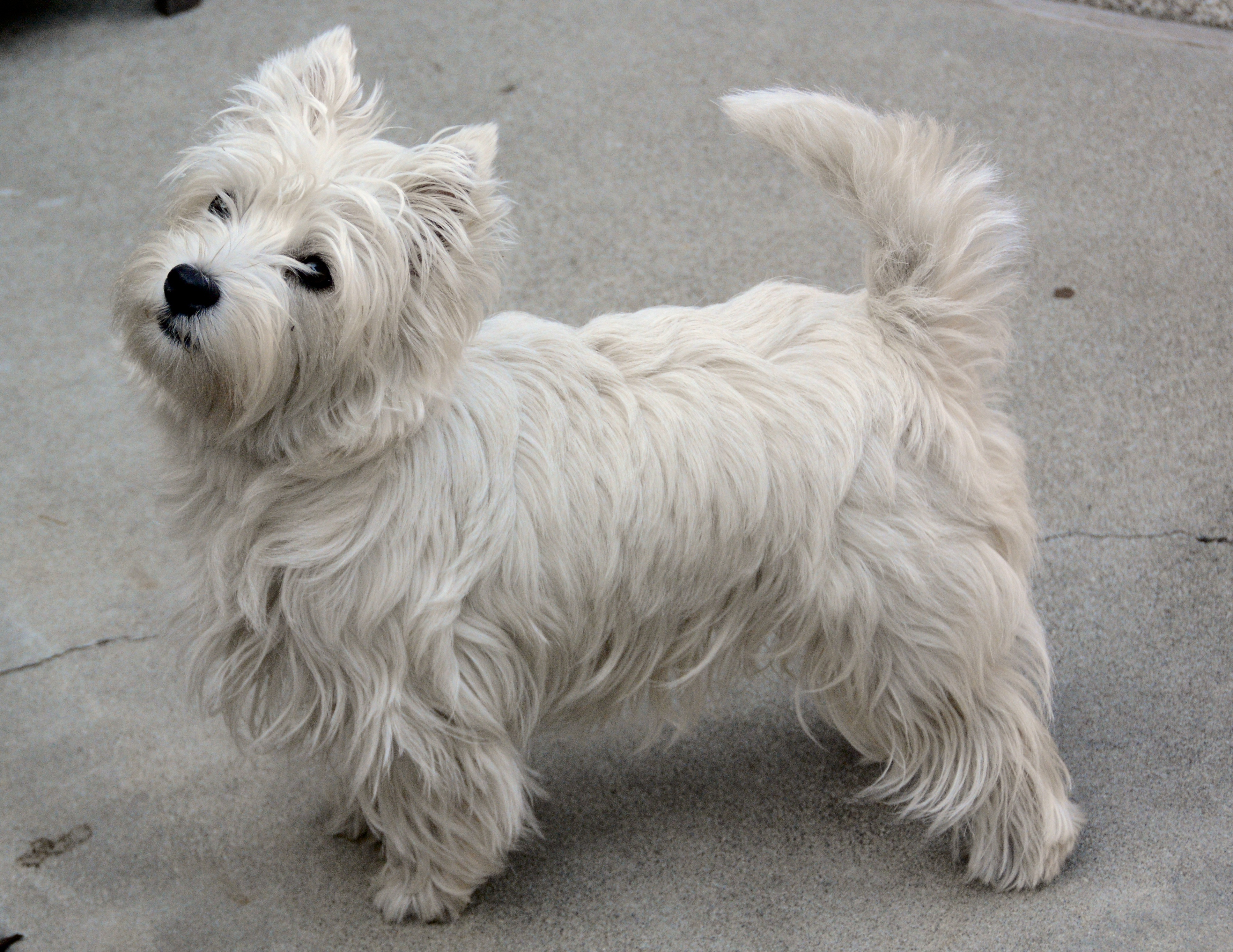
ويستيس لها طبقة تحتية كثيفة وسميكة ومعطف خارجي خشن

عادةً ما يكون لدى ويستيس عيون مشرقة وعميقة على شكل لوز داكن اللون. آذانهم مدببة ومنتصبة. يزن أعضاء السلالة عادة ما بين 15 و20 رطلاً (6.8 و 9.1 كجم)، ومتوسط الطول بين 10-11 بوصة (25-28 سم) عند الذبول. يجب أن يكون الجسم أقصر من ارتفاع الكلب عند الكتف.
لديهم أيضًا صدرًا عميقًا وأطرافًا عضلية وأنفًا أسود وفكًا قصيرًا ملائمًا بشكل وثيق مع عضة «مقص» (الأنياب السفلية مقفلة أمام الأنياب العلوية والقواطع العلوية مقفلة فوق القواطع السفلية). تحولت أقدام ويستيس قليلاً لمنحها قبضة أفضل من السلالات ذات الأقدام المسطحة عندما تتسلق على الأسطح الصخرية. في الجراء الصغيرة، يكون للأنف ووسادات القدم علامات وردية اللون تتحول ببطء إلى اللون الأسود مع تقدمهم في العمر. لدى ويستيس أيضًا ذيول قصيرة وقوية. تشير بعض المصادر إلى أنه نظرًا لتاريخهم كمصيدون للقوارض، فقد تم تربية ذيولهم لتكون سميكة بحيث يمكن سحب ذيل ويستي المحاصر في حفرة بسهولة من الذيل.
لديهم طبقة تحتية كثيفة وناعمة وسميكة وطبقة خارجية خشنة يمكن أن يصل طولها إلى حوالي 2 بوصة (5.1 سم). يملأ الفراء الوجه ليعطي مظهرًا مستديرًا. عندما يتطور الجراء إلى بالغين، عادةً ما يتم إزالة معطفهم الخارجي الخشن إما عن طريق «التجريد اليدوي»، خاصةً لعرض الكلاب، أو القص بطريقة أخرى.

## طبع

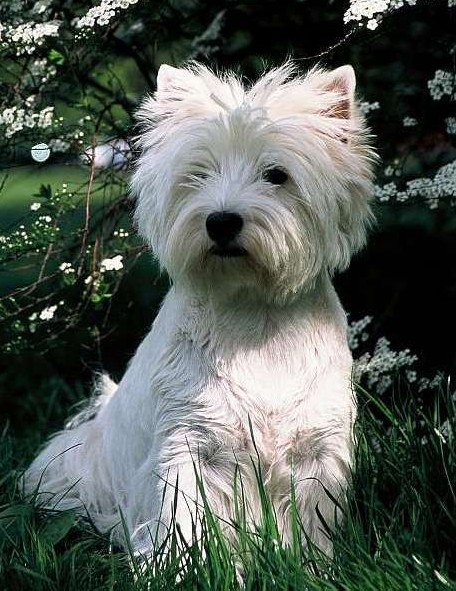
ويستي

يمكن أن يختلف مزاج الكلب الأبيض خلف المرتفعات بشكل كبير، حيث يكون البعض ودودًا تجاه الأطفال، بينما يفضل البعض الآخر العزلة. لن يتسامح عادة مع التعامل القاسي، مثل شد الطفل لأذنيه أو فروه، ويمكن في كثير من الأحيان أن يكون طعامًا ولعبًا. هذا يجعل التدريب المنتظم منذ الصغر ذا أهمية خاصة. عادة ما تكون مستقلة ومضمونة وواثقة من نفسها، ويمكن أن تكون مراقبًا جيدًا. إنها سلالة مخلصة ترتبط بمالكها ولكنها غالبًا ما تكون في حالة تنقل وتتطلب تمرينًا يوميًا (15-30 دقيقة). يعتبر ويستي اجتماعيًا للغاية وهو الأكثر ودية ومرحة بين جميع سلالات الكلاب الاسكتلندية.
إنها سلالة قوية، ويمكن أن تكون عنيدة، مما يؤدي إلى مشاكل في التدريب. قد يحتاج ويستي إلى تحديث تدريبه في بعض الأحيان خلال حياته. نظرًا لامتلاكها لقيادة فريسة جحر نموذجية، فإنها تميل إلى أن تكون شديدة الاهتمام بالألعاب، خاصةً مطاردة الكرات. إنه يحتفظ بغرائز كلب الأرض، بما في ذلك الصفات الفضولية والاستقصائية، فضلاً عن الغرائز الطبيعية للنباح وحفر الثقوب. تم تصنيفها في النطاق المتوسط على أنها 88 في ذكاء الكلاب من ستانلي كورين.

## الصحة

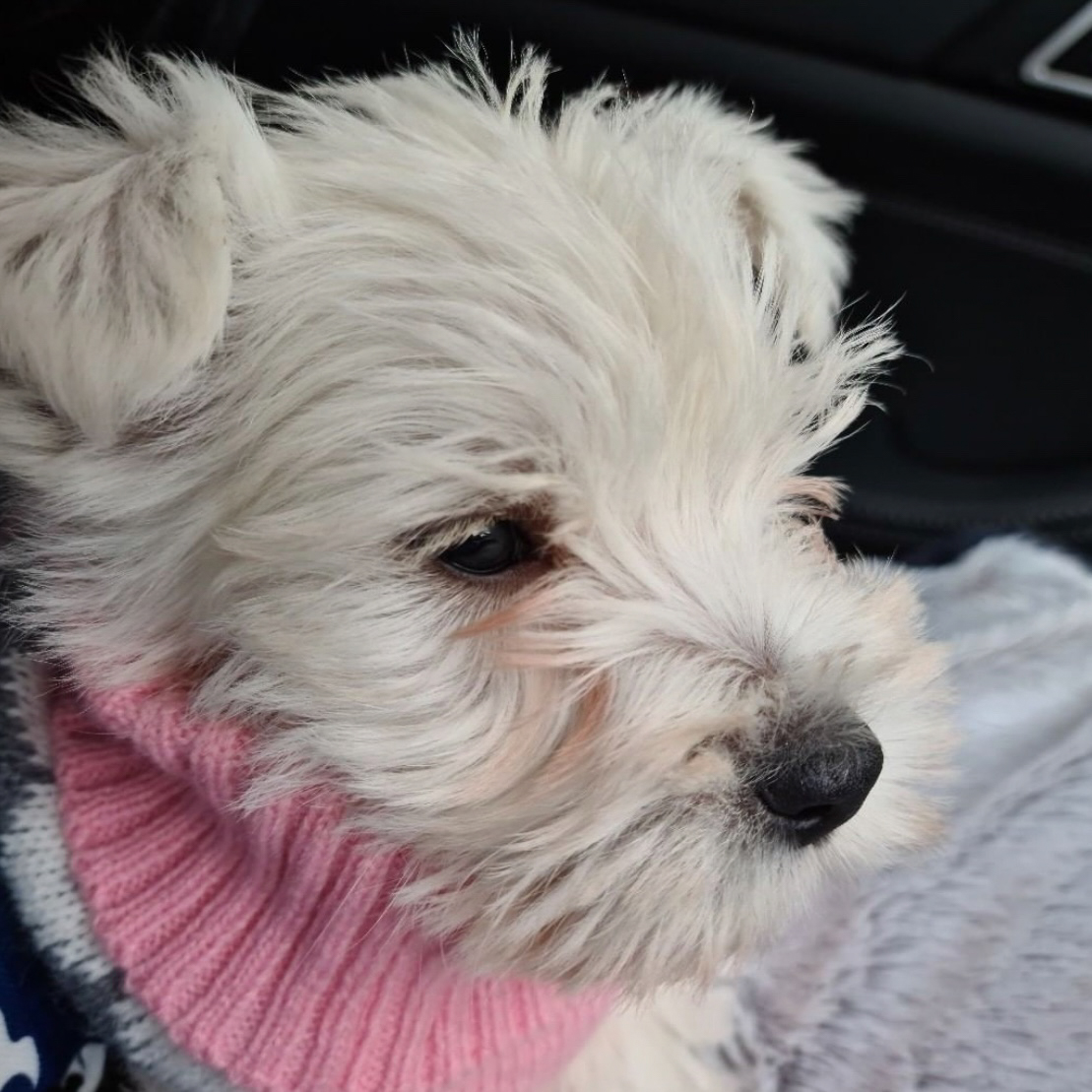
جرو ويستي يرتدي ملابس شتوية

يحدد نادي السلالات الأمريكية عمر ويستي من 12 إلى 16 عامًا. حدد استطلاع للنادي متوسط العمر عند 11.4 سنة. تُظهر بيانات العيادة البيطرية من المملكة المتحدة عمرًا نموذجيًا يتراوح من 10.5 إلى 15 عامًا. تمنح قاعدة بيانات نادي بيت الكلب الفرنسي من 8 إلى 16 عامًا، بمتوسط 13 عامًا. يتراوح حجم القمامة النموذجي بين ثلاثة وخمسة كلاب.
السلالة مهيأة للظروف الموجودة في العديد من السلالات، مثل فتق البطن. قد تتأثر كلاب ويستي باعتلال العظم القحفي الفكي، وهو مرض يُعرف أيضًا باسم «فك الأسد»، ويشار إليه أحيانًا باسم «الفك الغربي». المرض هو حالة وراثية متنحية، لذلك لا يمكن أن يتأثر الجرو به إلا إذا كان كلا الوالدين حاملين للجين المعيب. تظهر الحالة في العديد من السلالات، بما في ذلك عدة أنواع مختلفة من الكلاب، بالإضافة إلى سلالات أخرى غير مرتبطة مثل الدانماركي العظيم. يظهر عادةً في الكلاب التي يقل عمرها عن عام، ويمكن أن يسبب مشاكل للكلب في مضغ الطعام أو ابتلاعه. يمكن إجراء اختبار التصوير الشعاعي لتشخيص الحالة التي تتكاثف فيها العظام حول الفك، بالإضافة إلى ذلك، قد يظهر الدم زيادة في مستويات الكالسيوم ومستويات الإنزيم. غالبًا ما تتوقف الحالة عن التقدم بحلول الوقت الذي يبلغ فيه الكلب عامًا، ويمكن أن ينحسر في بعض الحالات. يتم علاجه عادة بالأدوية المضادة للالتهابات، وتغذية الأطعمة اللينة. في بعض الحالات، قد تكون التغذية بالأنبوب ضرورية. ومع ذلك، إذا كان الحيوان لا يزال غير قادر على تناول الطعام وكان يعاني من ألم لا يمكن السيطرة عليه، فقد يكون القتل الرحيم هو الخيار الطبي الوحيد المتبقي.
السلالة عرضة لاضطرابات الجلد. حوالي ربع سكان ويستيس الذين شملهم الاستطلاع مصابون بالتهاب الجلد التأتبي، وهو حالة جلدية حساسية مزمنة وراثية. تتأثر نسبة أعلى من الذكور مقارنة بالإناث. قد تؤثر حالة الجلد غير الشائعة ولكن الشديدة الخاصة بالسلالة، وهي مرض جلدي مفرط التنسج، على الكلب الأبيض خلف المرتفعات، كل من الأحداث والكلاب البالغة. يمكن أن تعاني الكلاب المصابة من فرط تصبغ أحمر وتحزز وتساقط الشعر. في المراحل الأولى، يمكن تشخيص هذه الحالة خطأ على أنها حساسية أو أشكال أقل خطورة من التهاب الجلد.
المشكلة الوراثية الموروثة الموجودة في السلالة هي حثل المادة البيضاء للخلايا الكروية. إنه ليس خاصًا بالسلالة، ويمكن أن يظهر في كيرن تيرير والسلالات الأخرى بما في ذلك البيجل وبوميرانيانز. إنه مرض عصبي حيث يفتقر الكلب إلى إنزيم جالاكتوزيلسيراميداز. تظهر الأعراض مع تطور الجرو ويمكن التعرف عليها في عمر 30 أسبوعًا. تعاني الكلاب المصابة من رعشة وضعف عضلي وصعوبة في المشي. تزداد الأعراض ببطء حتى يبدأ حدوث شلل الأطراف. نظرًا لكونها حالة وراثية، يجب على المالكين تجنب تربية الحيوانات المصابة للقضاء عليها من السلالة. حالة وراثية أخرى تؤثر على السلالة هي «متلازمة الكلب الأبيض شاكر». نظرًا لوجود هذه الحالة بشكل شائع في ويستيس والمالطية، كان يُعتقد في الأصل أن الحالة مرتبطة بجينات المعاطف البيضاء، ولكن تم العثور على نفس الحالة منذ ذلك الحين في سلالات أخرى غير بيضاء بما في ذلك يوركشاير تيرير والكلب الألماني. تتطور الحالة عادةً على مدى يوم إلى ثلاثة أيام، مما يؤدي إلى حدوث رعشات في الرأس والأطراف، وترنح، وفرط طول. يمكن أن يتأثر الذكور والإناث المتأثرون لفترات زمنية مختلفة، حيث تستمر الأعراض لدى الإناث ما بين أربعة وستة أسابيع، بينما يمكن أن يتأثر الذكور بقية حياتهم.
تشمل الحالات الأخرى الأقل شيوعًا التي تظهر في السلالة حمض الهيدروكسيجلوتاريك، حيث توجد مستويات مرتفعة من حمض ألفا هيدروكسي جلوتاريك في بول الكلب وبلازما الدم والسائل الشوكي. يمكن أن يسبب النوبات وتيبس العضلات والرنح، ولكن يوجد بشكل أكثر شيوعًا في ستافوردشاير بول تيريرز. يحدث أيضًا في السلالة تنكس في مفصل الورك، يُعرف باسم متلازمة ليغ كالفيه بيرثيس. ومع ذلك، فإن فرص حدوث هذه الحالة أعلى بكثير في بعض السلالات الأخرى، مثل الراعي الأسترالي ومصغرة بينشر. السلالة هي أيضًا واحدة من أقل الفئات عرضة للتأثر بالرضفة المنخفعة، حيث ينزلق غطاء الركبة من مكانه.

## التاريخ

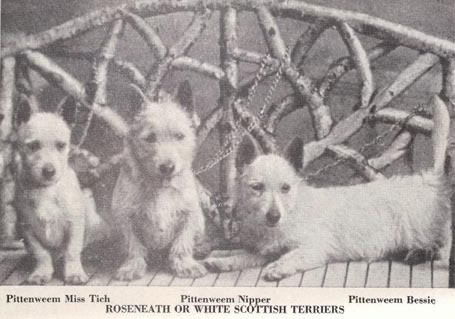
ثلاث كلاب بيتنويم، تم تصويرها عام 1899

تم تسجيل الكلاب البيضاء الاسكتلندية في وقت مبكر في عهد جيمس السادس ملك اسكتلندا، الذي حكم بين عامي 1567 و1625. أمر الملك بشراء عشرات الكلاب من أرغيل لتقديمها إلى مملكة فرنسا كهدية. كان يُنظر إلى الكلاب ذات اللون الرملي والدقيق على أنها أقوى من الكلاب ذات الألوان الأخرى، وكان يُنظر إلى الكلاب البيضاء على أنها ضعيفة. في أوقات مختلفة أثناء وجود السلالة، تم اعتباره فرعًا أبيض لكل من سلالات الكلاب الاسكتلندية وكيرن تيرير.
أشارت التقارير عن تحطم سفينة من أرمادا الإسبانية في جزيرة سكاي في عام 1588 إلى أن السفينة كانت تحمل كلابًا إسبانية بيضاء، تم تمييز أحفادها عن سلالات أخرى من قبل عشيرة دونالد، بما في ذلك عائلات الرؤساء. احتفظت عائلات أخرى في سكاي بكلاب بيضاء ورملية اللون. كانت إحدى هذه العائلات هي عشيرة ماكلويد، وقد أفاد أحفادهم أن اثنين على الأقل من الزعماء احتفظوا بكلاب بيضاء، بما في ذلك «الرجل الشرير» نورمان ماكلويد، وحفيده نورمان، الذي أصبح رئيسًا بعد وفاته.
قام جورج كامبل، دوق أرجيل الثامن، ورئيس كلان كامبل، بتربية سلالة من الكلاب الاسكتلندية البيضاء المعروفة باسم «ترير روزينث». ظهرت أيضًا سلالة أخرى من الكلاب الاسكتلندية البيضاء في هذه المرحلة، حيث قام الدكتور أمريك إدوين فلاكسمان من فايف بتطوير خط إنتاجه من «بيتنويم تيرير» من أنثى ترير اسكتلندية والتي أنتجت ذرية بيضاء. يبدو أن الكلب ينتج هذه الجراء البيضاء بغض النظر عن المولد الذي ولدت إليه، وبعد غرق أكثر من 20 من هؤلاء النسل، توصل إلى نظرية مفادها أنها كانت سمة قديمة للتيري الإسكتلندي الذي كان يحاول الظهور مرة أخرى. أعاد تكريس برنامجه للتكاثر لإنتاج الكلاب الاسكتلندية البيضاء بهدف استعادتها إلى نفس مكانة السلالة ذات الألوان الداكنة. يُنسب الفضل إلى فلاكسمان في إضافة فصول إلى عروض الكلاب للكلاب الاسكتلندية في نهاية القرن التاسع عشر.

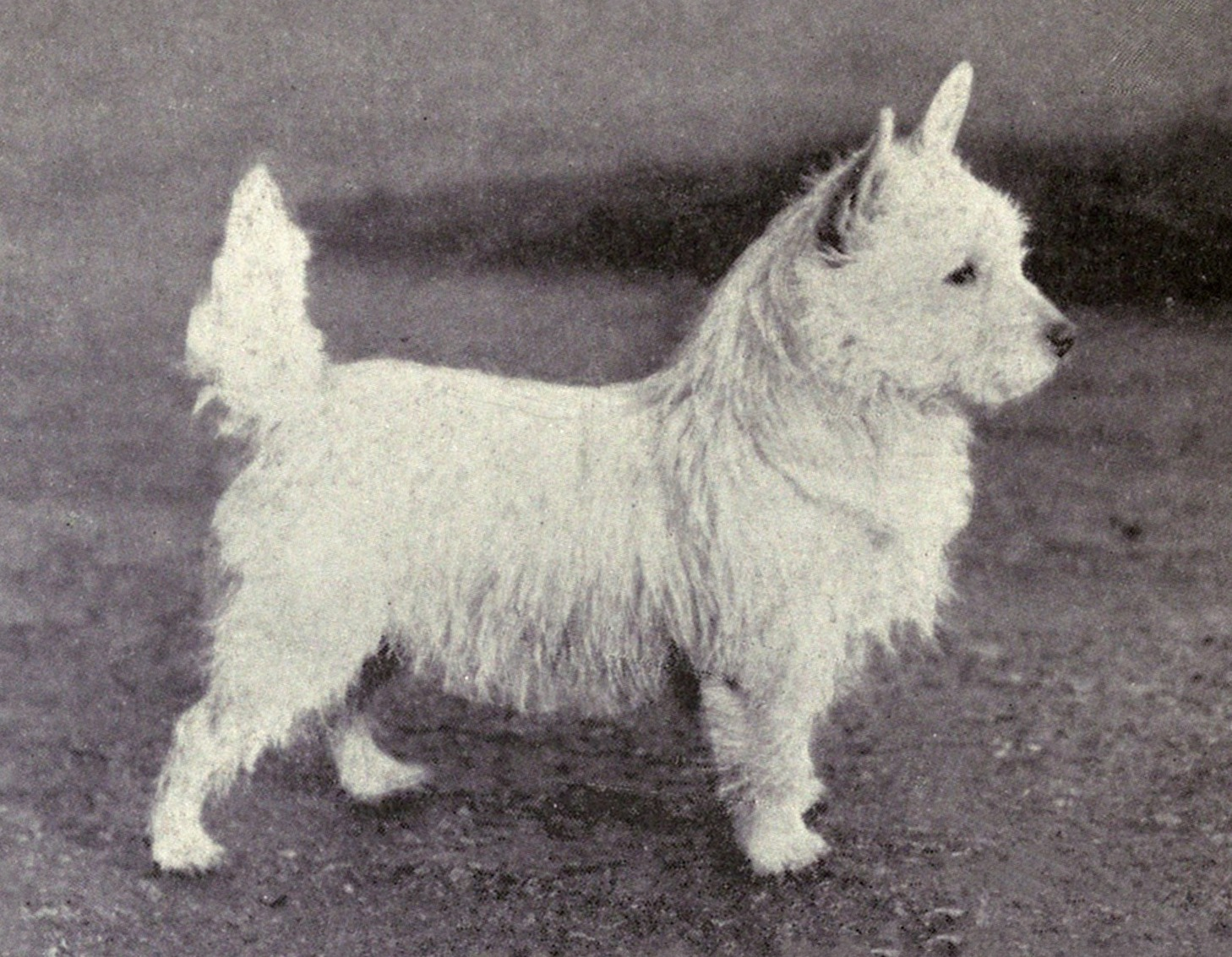
كلب أبيض في المرتفعات الغربية، تم تصويره عام 1915

الشخص الأكثر ارتباطًا بتطوير السلالة الحديثة من الكلب الأبيض خلف المرتفعات هو إدوارد دونالد مالكولم، السادس عشر ليرد من بولتولوش. تستخدم الكلاب المملوكة لمالكولم للعمل في اللعبة، القصة التي رويت هي أن كلب بني محمر كان مخطئًا على أنه ثعلب وأطلق عليه الرصاص. بعد ذلك، قرر مالكولم تطوير سلالة الكلب الأبيض، والتي أصبحت تعرف باسم «الكلب بولتولوش». كان للجيل الأول من بولتولوش معاطف بلون رملي، وقد طور بالفعل آذان وخز، وهي سمة شوهدت لاحقًا في السلالة الحديثة. في عام 1903، أعلن مالكولم أنه لا يريد أن يُعرف باسم خالق السلالة وأصر على إعادة تسمية سلالته من الكلاب البيضاء. ظهر مصطلح «الكلب الأبيض خلف المرتفعات» لأول مرة في ثعالب الماء وصيد الثعالب بواسطة كاميرون، نُشر عام 1908.

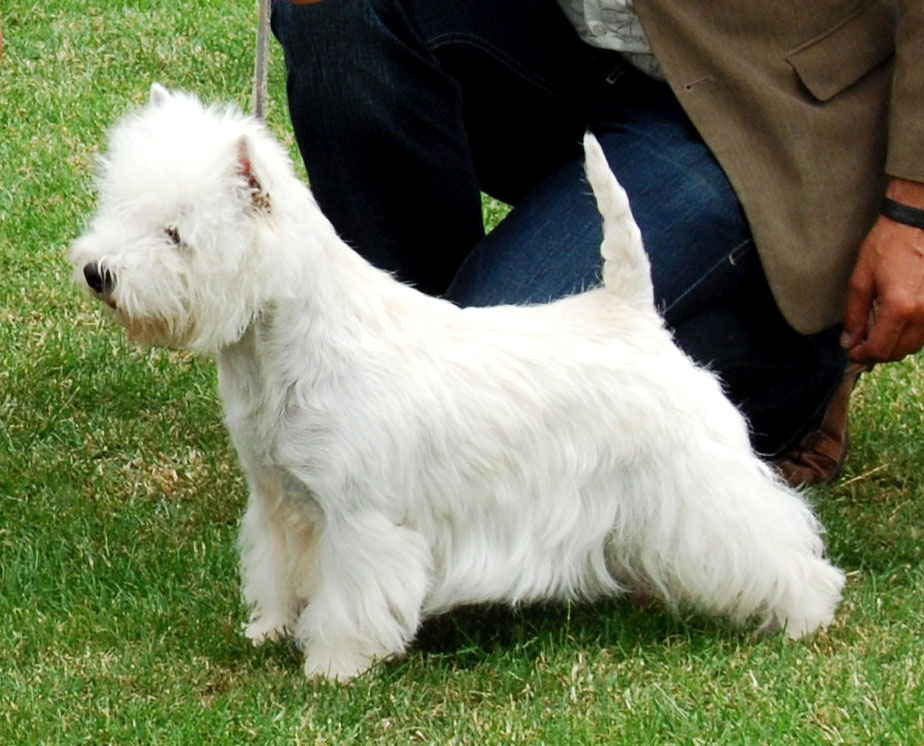
ويستي في عرض حديث

تم إنشاء أول نادي سلالة في عام 1904، كان نيال كامبل، دوق أرجيل العاشر، أول رئيس للجمعية. تم بعد ذلك إنشاء نادٍ ثانٍ برئاسة كونتيسة أبردين. خلف إدوارد مالكولم الكونتيسة كرئيس ثاني للنادي. تبع اعتراف نادي بيت الكلب في عام 1907، وظهرت السلالة في كروفت لأول مرة في نفس العام. تم استيراد ويستي إلى الولايات المتحدة في 1907-1908، عندما استورد روبرت غويليه كيلت رامبوس جلينمور. في البداية، كان معروفًا أيضًا في ذلك الوقت باسم روزينث تيرير، وتم الاعتراف بنادي روز تحت الكلب من قبل نادي بيت الكلب الأمريكي في عام 1908. تمت إعادة تسمية النادي خلال العام التالي إلى نادي الكلب الأبيض خلف المرتفعات الأمريكي. أمضت السلالة الفترة التي أعقبت ذلك مباشرة على أنها «رائجة»، وأصبحت مشهورة فور وصولها إلى الولايات المتحدة. تم الاعتراف بنادي بيت الكلب الكندي في عام 1909. حتى عام 1924 في المملكة المتحدة، سُمح لأصول ويستي بالحصول على كارين والإسكتلندي تيرير فيها. بحلول وقت وفاة مالكولم في عام 1930، ظهر نوع مستقر بأذنين وخز ومعطف أبيض وظهر قصير.
بحلول وقت وفاة مالكولم في عام 1930، ظهر نوع مستقر بأذنين وخز ومعطف أبيض وظهر قصير. كان أول عضو في السلالة يفوز ببطولة عرض هو مورفان في عام 1905 مملوكة لكولين يونغ. تم تسجيل الكلب في ذلك الوقت باعتباره كلبًا اسكتلنديًا، وفاز باللقب في عرض نادي بيت الكلب الإسكتلندي في سن سبعة أشهر. نظرًا لأن السلالة لم يتم التعرف عليها بشكل مستقل بعد، لم يتم الاحتفاظ بلقب البطولة عندما أعيد تسجيل الكلب باعتباره كلب أبيض خلف المرتفعات. جاء أول فوز في عرض كبير في عرض نادي وستمنستر بيت الكلب في عام 1942 عندما كان كونستانس وينانت فاز نمط وولفي من إدجرستون بلقب الأفضل في العرض. تم أخذ نفس العنوان من قبل الفصل باربرا ورسستر إلفينبروك سيمون في عام 1962. استغرق الأمر 14 عامًا أخرى قبل أن يحصل السلالة على لقب أفضل عرض في كروفت، معرض الكلاب الرئيسي في المملكة المتحدة حصلت أزرار ديانثوس، التي تملكها كاث نيوستيد ودوروثي تايلور، على لقب السلالة في عام 1976. فاز ويستي أيضًا بكروفت في عام 1990 حيث ذهب لقب الأفضل في العرض إلى ديريك تاترسال في أولاك القمر الطيار، وفي عام 2016 إلى بورنيزي جوردي فتاة.
كانت شعبية السلالة خلال أوائل القرن العشرين كبيرة لدرجة أنه تم استبدال الكلاب بمئات الجنيهات. اعتبارًا من عام 2010، يعد ويستي ثالث أكثر سلالات الكلاب شعبية في
المملكة المتحدة، حيث يوجد 5.361 جروًا مسجلاً في نادي بيت الكلب. ومع ذلك، فإن هذا يمثل انخفاضًا في الأعداد منذ عام 2001، عندما كانت أكثر سلالات الكلاب شعبية، حيث تم تسجيل 11019 كلبًا جديدًا. يعتبر موقع السلالة في الولايات المتحدة أكثر استقرارًا مع بقائها في الثلث الأول من جميع السلالات منذ حوالي عام 1960. تم تصنيفها في المرتبة 30 الأكثر شعبية في عام 2001، بناءً على التسجيلات في نادي بيت الكلب الأمريكي، والتي تباينت في حوالي الثلاثينيات في العقد منذ ذلك الحين، حيث احتلت المرتبة 34 في عام 2010.

## في الثقافة الشعبية

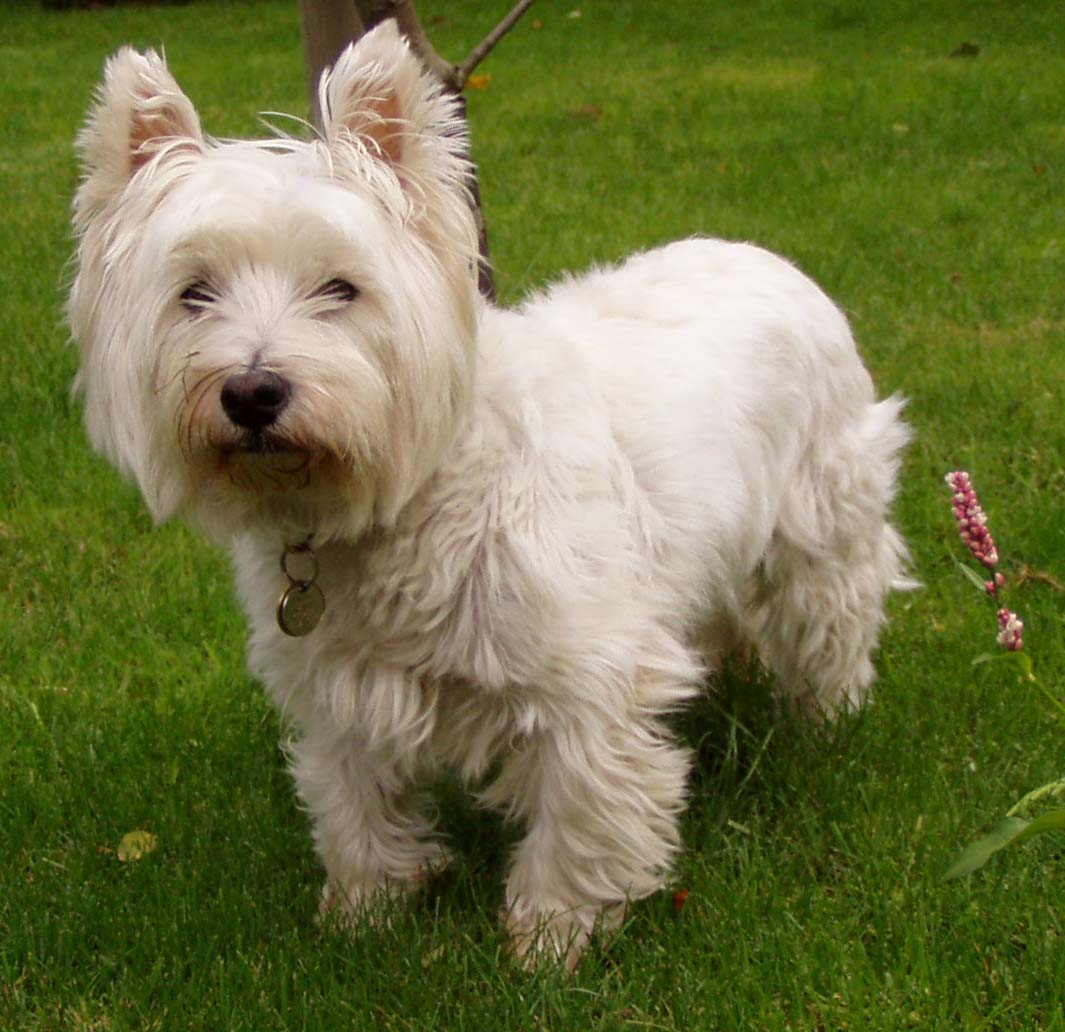
الكلب الأبيض خلف المرتفعات في الحديقة

### في الحياة العامة
- محمد علي جناح، مؤسس الباكستان، يمتلك شركة ويستي.[40]
- رولينغ، مؤلفة سلسلة هاري بوتر، لديها شخصية وستي تدعى برونتي.[41]
- اللفتنانت حاكم كولومبيا البريطانية جانيت أوستن تمتلك ويستي يدعى ماكدف، الذي يحمل بمودة لقب نائبملكي كانية كونسورت.[42]

### في العلامات التجارية
- استخدم ويسكي أسود وأبيض كلاً من الكلاب الاسكتلندية وويستي في إعلاناتهم.[43]
- يتم استخدام السلالة كتعويذة لعلامة سيزار التجارية لأغذية الكلاب.[44]
- تستخدم شركة تصنيع أغذية الكلاب الأسترالية شركة مارس إنكوربوريتد سلالة الكلب الأبيض خلف المرتفعات كوجه لعلامتها التجارية كلبي. يمكن رؤية ويستي على عبوات كلبي والموقع الإلكتروني[45] والتلفزيون[46] والإعلانات المطبوعة.

### في فيلم
- فيلم مغامرات غريفريرز بوبي، الذي صدر في المملكة المتحدة في فبراير 2006، يلقي دور بوبي في الكلب الأبيض خلف المرتفعات. تسبب ظهور ويستي في احتجاجات من ناديسكاي تيرير، الذي اشتكى من استخدام المخرج لسلالة كلاب غير صحيحة للجزء.[47]
- في فيلم سلاح فتاك 3، حملت كاري مورتو، التي لعبت دورها إيبوني سميث، شخصية ويستي في وقت مبكر من الفيلم عندما أحضر مارتن ريجز (الذي يلعبه ميل غيبسون) غسيله إلى منزل مورتو.
- يتميز فيلم لعبة الليل لعام 2018 بشكل بارز بوجود الكلب الأبيض خلف المرتفعات.
- يتميز فيلم أرامل لعام 2018 بنفس فيلم الكلب الأبيض خلف المرتفعات كما هو الحال في لعبة الليل.[48]

### في التلفاز
- الشخصية الفخرية في المسلسل التلفزيوني الذي أنتجته بي بي سي في اسكتلندا هاميش ماكبث كان يمتلك شخصية ويستي تسمى «وي جوك».[49] يموت هذا الكلب لاحقًا ويتم استبداله بويستي آخر اسمه جوك.
- في سلسلة الرسوم المتحركة التلفزيونية البرازيلية مغامرات غوي واستووبا (مغامرات غوي وإستوبا)، الشخصية الرئيسية غوي هي سلالة الكلب.[50]
- في البرنامج التلفزيوني جيفز وووستر، تمتلك عمة بيرتي أجاثا أبردين تيرير يدعى ماكنتوش. ومع ذلك، في الموسم الأول، الحلقات 1 و2، تم لعب ماكنتوش بواسطة ويستي أبيض.[51] الحلقة 2 مبنية على القصة القصيرة «حلقة من الكلب ماكنتوش» من كتاب جيد جدًا، جيفيس.[52]
- يتميز ملك التل بالكلب الأبيض خلف المرتفعات، المملوك من قبل جار الشخصية الرئيسية، كان سوفانوسين فون.

### في الأدب
سلسلة كتب الأطفال «مكدوف» التي كتبها ورسمتها الكاتبة الأمريكية روزماري ويلز تتبع مغامرات ويستي، مكدوف.

### فهرس
- Lowell J؛ Ackerman (2011). Genetic Connection: A Guide to Health Problems in Purebred Dogs (ط. 2nd). Lakewood, CO: American Animal Hospital Association Press. ISBN:978-1-58326-157-6. مؤرشف من الأصل في 2020-12-12.
- William A؛ Bruette (1921). The Complete Dog Book. Stewart Kidd Co. مؤرشف من الأصل في 2016-03-30. {{استشهاد بكتاب}}: |عمل= تُجوهل (مساعدة)
- "Digital Crufts Edition". The Dog World Ltd. 2010. مؤرشف من الأصل في 2011-10-05.
- Dan؛ Rice (2002). West Highland White Terriers. Barron's. ISBN:978-0-7641-1899-9. مؤرشف من الأصل في 2020-12-12. {{استشهاد بكتاب}}: |عمل= تُجوهل (مساعدة)
- Arthur Croxton؛ Smith (1910). The Power of the Dog. London, UK: Hodder and Stoughton. مؤرشف من الأصل في 2022-12-02.

## روابط خارجية
- الكلب الأبيض خلف المرتفعات على مشروع الدليل المفتوح